# Bonello di Napoli
Bonello di Napoli (fl. VII secolo) fu duca di Napoli dal 687 al 696.